# مقتل غفران وراسنة
غفران وراسنة هي صحفيّة فلسطينيّة وأسيرة مُحررة، كانت تعمل في إذاعة فلسطينية محلية، وقد اغتيلت في صباح الأول من يونيو 2022 على يدِ قوات الاحتلال الإسرائيلي عند مدخل مخيم العروب في الخليل. كما حدثت اعتداءات من قوات الاحتلال على موكب الجنازة. وقد إدعت سلطات الاحتلال أنها كانت تنوي طعن أحد الجنود إلا أنها لم تنشر أية تسجيل يُوضح هذا الإدعاء.